# Operación Día de la Ira
El 28 de junio de 2016, el Nuevo Ejército Sirio (NSA por sus siglas en inglés) emprendió su primera operación militar para recuperar, con el respaldo del ejército estadounidense, la ciudad siria de Abu Kamal, de manos del Estado Islámico de Irak y el Levante (ISIS por sus siglas en inglés). La ofensiva resultó en derrota para el grupo de rebeldes, al fallar en su intento por recuperar el control de esta ciudad clave para el autoproclamado califato del Estado Islámico en la frontera sirio-iraquí.

## Ofensiva militar
Ubicada en la provincia siria de Deir ez-Zor, Abu Kamal fue tomada por el Estado Islámico en julio de 2014. Con el objetivo de dañar al Ejército Islámico, al recuperar el control de esta ciudad clave para su autoproclamado califato, el grupo rebelde sirio lanzó un ataque el martes 28 de junio de 2016. "Cortando las líneas de provisionamiento causaremos un impacto en el flujo de combatientes extranjeros y mercancía entre la parte alta y baja del Valle del Eufrates", declaró el Coronel Christopher Garver, representante de la coalición encabezada por los estadounidenses.
Apoyados por la coalición dirigida por los Estados Unidos de América - con entrenamiento, armamento y respaldo militar; los rebeldes sirios partieron de su base en Al-Tanf, avanzando por el escasamente habitado desierto. Durante el primer día, la coalición dirigida por los estadounidenses lanzó un ataque aéreo sobre el hospital Aisha que controlan los yihadistas islámicos.
Al día siguiente, la cobertura aérea de la Fuerza Aérea de los Estados Unidos fue retirada en medio de la batalla para participar en su lugar, en un ataque al norte de Iraq Debido a esto, Daesh sorprendió a los rebeldes sirios con una emboscada, obligándolos a salir de Al-Bukamal. Según los informes, los rebeldes sufrieron fuertes bajas y armas y equipo les fueron incautados por los yihadistas. Los rebeldes inicialmente se retiraron a las zonas periféricas del desierto, antes de retirarse de nuevo a su base en el paso fronterizo Tanf, a 200 millas de distancia.

## Derrota
La ofensiva militar rebelde fue descrita por algunas personas conocedoras del tema como una "gran derrota" y un "fiasco parecido a la Invasión de Bahía de Cochinos para los rebeldes sirios, mientras que el director del Observatorio Sirio para los Derechos Humanos declaró después de la derrota que toda la operación "era más un show mediático que cualquier otra cosa".  El Secretario de Defensa de los Estados Unidos, Ash Carter admitió que los Estados Unidos de América habían "perdido una oportunidad" al elegir apoyar el ataque al Estado Islámico en Iraq, en lugar de continuar con el plan de ofrecer respaldo aéreo al grupo de rebeldes que intentaban recuperar la ciudad de Bukumal, punto clave en la frontera de Siria con Irak.